# 28 maggio
Il 28 maggio è il 148º giorno del calendario gregoriano (il 149º negli anni bisestili). Mancano 217 giorni alla fine dell'anno.

## Eventi
- 585 a.C. – Battaglia di Halys, nell'attuale Turchia, fra Aliatte II di Lidia e Ciassare dei medi: durante l'evento avvenne un'eclissi solare predetta da Talete e denominata σκούρο αετός (skoúro aetós, "aquila oscura", probabilmente perché la forma assunta dalla corona solare ricordava un'aquila) che causò un tale sconcerto fra i contendenti da convincerli alla tregua dopo anni di combattimenti; l'importanza dell'evento sta nel suo essere il più antico episodio di eclissi storiograficamente documentato con certezza e di cui è stato possibile calcolare la data;
- 1503
  - Viene firmato il "trattato della pace eterna" fra Scozia e Inghilterra;
  - Giacomo IV di Scozia e Margherita Tudor vengono uniti in matrimonio da papa Alessandro VI, in accordo con una bolla papale;
- 1533 – L'arcivescovo di Canterbury Thomas Cranmer dichiara valido il matrimonio di re Enrico VIII d'Inghilterra con Anna Bolena;
- 1588 – L'Armada spagnola, con 130 navi e circa 30000 uomini, salpa da Lisbona in direzione della Manica (solo il 30 maggio tutte le navi avranno lasciato il porto);
- 1606 – Il pittore Michelangelo Merisi detto il Caravaggio e il prosseneta Ranuccio Tomassoni si sfidano a una partita di pallacorda, ma la discussione su un fallo di gioco degenera in un duello all'arma bianca da cui usciranno il primo ferito e il secondo ucciso; Merisi viene processato per omicidio e condannato a morte, e per evitare la sentenza scapperà entro la fine dell'anno da Roma verso il Sud Italia e poi Malta;
- 1754 – Guerra franco-indiana: nel primo scontro della guerra, la milizia della Virginia, guidata dal tenente colonnello ventiduenne George Washington, sconfigge una squadra di ricognizione francese nella Pennsylvania sud-occidentale;
- 1774 – Rivoluzione americana: si raduna il primo Congresso continentale;
- 1807 – Terza coalizione: l'esercito napoletano, al comando del principe d'Assia Luigi d'Assia-Philippsthal, viene sconfitto dai francesi del generale Jean Reynier;
- 1863 – Guerra di secessione americana: il 54° Massachusetts, il primo reggimento afroamericano, lascia Boston (Massachusetts) per combattere contro i Confederati;
- 1871 – Soppressione della Comune di Parigi;
- 1892 – A San Francisco (California) John Muir organizza il Sierra Club;
- 1918 – Nasce la Prima Repubblica di Armenia;
- 1926 – In Portogallo avviene il Colpo di Stato del 28 maggio 1926;
- 1934 – A Corbeil nell'Ontario (Canada) nascono le gemelle Dionne, prime sopravvissute note nella storia medica a un parto plurigemellare
- 1936 – Alan Turing sottopone per la pubblicazione Sui numeri computabili con un'applicazione al problema di decidibilità
- 1940 – Seconda guerra mondiale: il Belgio si arrende alla Germania nazista
- 1942 – Seconda guerra mondiale: in rappresaglia per l'assassinio di Reinhard Heydrich, i nazisti in Cecoslovacchia uccidono oltre 1800 persone;
- 1947 – Il criminale nazista Eduard Krebsbach, dottore appartenente alle SS, viene giustiziato nella prigione di Landsberg am Lech;
- 1952 – Francia: il PCF organizza una manifestazione contro la visita del generale Matthew Ridgway, che finirà nella repressione e nel sangue con la morte di due militanti e l'arresto di Jacques Duclos, segretario del partito;
- 1955 – Maria Callas canta La traviata al Teatro alla Scala di Milano;
- 1961 – L'articolo The Forgotten Prisoners di Peter Benenson viene pubblicato su diversi quotidiani a diffusione internazionale; in seguito verrà considerato come il fondamento dell'organizzazione per i diritti umani Amnesty International;
- 1964 – Si forma l'Organizzazione per la Liberazione della Palestina (OLP);
- 1969 – I musicisti Mick Jagger e Marianne Faithfull, al tempo legati sentimentalmente, vengono arrestati a casa loro a Londra per possesso di marijuana, ma poi rilasciati a seguito del pagamento di una multa da £50;
- 1971 – Viene lanciata la nona sonda nell'ambito della missione russa Mars 3 che raggiungerà il pianeta Marte il 3 dicembre dello stesso anno;
- 1974 – Durante un comizio antifascista in Piazza della Loggia Brescia, alle ore 10:12 esplode un chilogrammo di tritolo nascosto in un cestino della spazzatura, causando la morte di otto persone e il ferimento di altre 103; l'atto, di comprovata matrice neofascista, è riconducibile alla strategia della tensione;
- 1975 – 15 nazioni dell'Africa occidentale firmano il Trattato di Lagos creando così la Comunità economica degli Stati dell'Africa occidentale;
- 1979 – Il Mercato comune europeo accetta la Grecia come Stato membro;
- 1980 – Giovani terroristi della Brigata XXVIII marzo uccidono a Milano Walter Tobagi, giornalista di punta del Corriere della Sera;
- 1987
  - Il pilota diciannovenne tedesco-occidentale Mathias Rust sfugge alla difesa aerea sovietica e atterra con un aeroplano da turismo sulla Piazza Rossa di Mosca: viene immediatamente incarcerato e verrà rilasciato il 3 agosto 1988;
  - Una sonda robotizzata trova il relitto della USS Monitor vicino a Capo Hatteras, nel Nord Carolina;
- 1991 – I ribelli del Fronte Democratico Rivoluzionario del Popolo Etiope occupano la capitale Addis Abeba;
- 1993 – Debutta nei cinema statunitensi il film Super Mario Bros.: si rivelerà un flop assoluto di pubblico e critica, ma il tema musicale Almost Unreal dei Roxette sarà invece un grande successo;
- 1995 – Neftegorsk, nell'Oblast' di Sachalin in Russia, viene colpita da un terremoto di magnitudo 7,6, che uccide almeno 2000 persone (due terzi della popolazione della città);
- 1998 – Il Pakistan risponde a una serie di test nucleari dell'India con cinque test suoi, spingendo USA, Giappone e altre nazioni a imporre sanzioni economiche;
- 1999 – A Milano, dopo un lavoro di restauro di importanza storica durato 22 anni, riapre al pubblico il refettorio nel convento della chiesa di Santa Maria delle Grazie con l'affresco L'ultima cena di Leonardo da Vinci;
- 2000 – Il Monte Camerun erutta;
- 2002 – La Russia è ammessa nella NATO in qualità di "collaboratore per la pace";
- 2003 – All'Old Trafford di Manchester, il Milan vince la prima finale di Champions League tra squadre italiane, battendo la Juventus ai rigori per 3-2;
- 2008 – Il Nepal diventa la più giovane repubblica del mondo, mettendo così fine a 240 anni di monarchia;
- 2011 – A seguito di un referendum, a Malta viene introdotto il divorzio; nel momento in cui si svolse la consultazione, Malta era l'unico Paese al mondo – insieme alle Filippine e alla Città del Vaticano – in cui il divorzio non era permesso[1];
- 2013 – L'astronauta Luca Parmitano effettua il suo primo volo spaziale;
- 2017 – Tom Dumoulin vince il 100º Giro d'Italia.

## Nati
Ci sono circa 1 060 voci su persone nate il 28 maggio; vedi la pagina Nati il 28 maggio per un elenco descrittivo o la categoria Nati il 28 maggio per un indice alfabetico.

## Morti
Ci sono circa 460 voci su persone morte il 28 maggio; vedi la pagina Morti il 28 maggio per un elenco descrittivo o la categoria Morti il 28 maggio per un indice alfabetico.

## Feste e ricorrenze

### Civili
Internazionali:
- Giornata mondiale del gioco[2]
- Giornata mondiale dell'hamburger[3]

Nazionali:
- Etiopia – Festa nazionale
- Nepal - Festa nazionale

### Religiose
Cristianesimo:
- San Carauno di Chartres, martire
- Santa Eliconide di Corinto, vergine e martire
- Santi Emilio, Felice, Priamo e Feliciano, martiri venerati in Sardegna
- San Gemiliano da Cagliari (o Emiliano), vescovo e martire
- San Germano di Parigi, vescovo
- San Giusto di Urgell, vescovo
- San Guglielmo d'Aquitania o di Gellone, monaco
- San Luciano martire
- San Paolo Hanh, martire
- Santa Ubaldesca Taccini, vergine dell'Ordine di Malta
- Beati Antoni Julian Nowowiejski e compagni martiri dei nazisti
- Beato Ercolano da Piegaro, sacerdote francescano
- Beato Wladyslaw Demski, sacerdote e martire
- Beato Lanfranco di Canterbury, vescovo
- Beato Luigi Biraghi, sacerdote e fondatore delle Suore di Santa Marcellina
- Beata Margherita Pole, martire
- Beata Maria Bartolomea Bagnesi, domenicana
- Beata Maria della Natività, vergine mercedaria
- Beata Clotilde Micheli (Maria Serafina del Sacro Cuore), fondatrice Suore degli Angeli
- Beati Tommaso Ford, Giovanni Shert e Roberto Johnson, sacerdoti e martiri